# 지요다촌 (시즈오카현)
지요다촌(千代田村)은 시즈오카현의 중부, 우도군 아베군에 속했던 촌이다. 현재는 시즈오카시 아오이구 남동부의 유통센터거리와 그 북쪽의 산간지역까지 차지하는 남북으로 길게 뻗은 지역이다.

## 역사
- 1889년 4월 1일 - 정촌제 시행에 의해 아베군 지요다촌이 성립하였다.
- 1934년 10월 1일 - 시즈오카시에 편입해, 동일 지요다촌은 폐지되었다.
- 2005년 4월 1일 - 시즈오카시가 정령지정도시로 승격해 구촌은 아오이구가 되었다.

## 참고문헌
- 『가도카와 일본 지명 대사전 22 静岡県』。